# Bourscheid (Lussemburgo)
Bourscheid (francese : "Bourscheid" ; lussemburghese: Buerschent; tedesco: Burscheid) è un comune del Lussemburgo nord-orientale. Fa parte del cantone di Diekirch, nel distretto omonimo. 

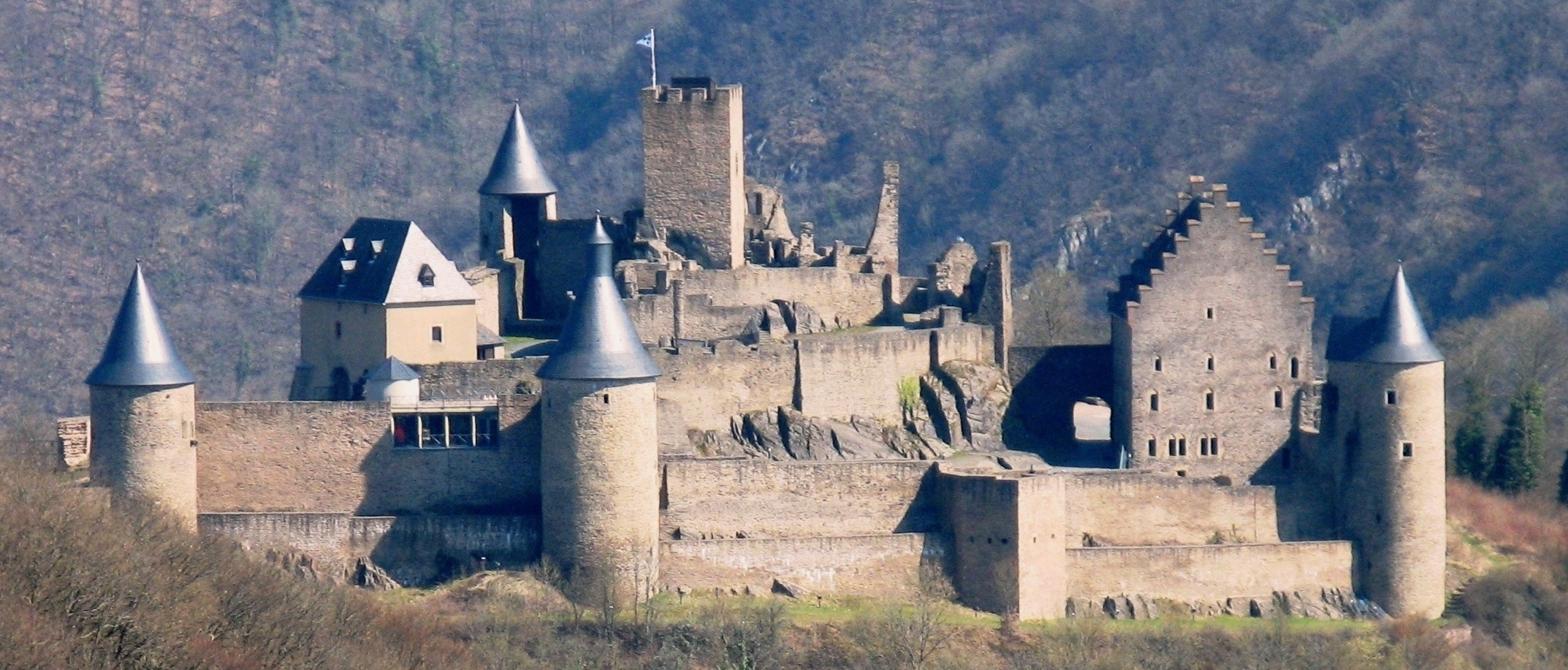
Il castello

Nel 2021, la città di Bourscheid, capoluogo del comune che si trova al centro del suo territorio, aveva una popolazione di 466 abitanti. Le altre località che fanno capo al comune sono Goebelsmuhle, Lipperscheid, Michelau, Schlindermanderscheid e Welscheid.